# Leif Hoste
Leif Hoste (Cortrique, a 17 de julho de 1977) é um ex-ciclista profissional belga. Estrea como profissional com a equipa Vlaanderen 2002-Eddy Merckx no ano 1998.
Destacou como velocista, sendo o principal dominador do Campeonato da Bélgica Contrarrelógio da década dos anos 2000. Assim mesmo destacou como um corredor notável nas clássicas de primavera sobre pavés, onde tem conseguido várias posições de mérito.
Em 1 de dezembro de 2012 anunciou sua retirada do ciclismo depois de catorze temporadas como profissional e com 35 anos de idade. No final de 2013, Leif foi sancionado com dois anos de suspensão (apesar de que já estava retirado) por dar valores irregulares em seu passaporte biológico.

## Palmarés
- 1998
  - 1 etapa do Tour de l'Avenir

- 2000
  - 3.º no Campeonato da Bélgica Contrarrelógio 
  - 1 etapa do Tour de Valônia

- 2001
- Campeonato da Bélgica Contrarrelógio

- 2003
  - 2.º no Campeonato da Bélgica Contrarrelógio

- 2004
  - 3.º no Campeonato da Bélgica Contrarrelógio

- 2006
- Três dias de Panne, mais 2 etapas
- Campeonato da Bélgica Contrarrelógio

- 2007
- Campeonato da Bélgica Contrarrelógio

- 2008
  - 2.º no Campeonato da Bélgica Contrarrelógio

- 2010
  - 3.º no Campeonato da Bélgica Contrarrelógio

## Resultados em Grandes Voltas e Campeonatos do Mundo
Durante sua corrida desportiva conseguiu os seguintes postos nas Grandes Voltas e nos Campeonatos do Mundo em estrada:
| Corrida                | Corrida                | 1998 | 1999 | 2000 | 2001 | 2002 | 2003 | 2004 | 2005 | 2006 | 2007  | 2008  | 2009 | 2010  | 2011 | 2012 |
| ---------------------- | ---------------------- | ---- | ---- | ---- | ---- | ---- | ---- | ---- | ---- | ---- | ----- | ----- | ---- | ----- | ---- | ---- |
|                        | Giro d'Italia          | —    | —    | —    | —    | —    | —    | —    | —    | —    | —     | —     | —    | —     | —    | —    |
|                        | Tour de France         | —    | —    | —    | —    | —    | —    | —    | —    | —    | 110.º | 121.º | —    | —     | —    | —    |
|                        | Volta a Espanha        | —    | —    | —    | Ab.  | Ab.  | —    | —    | Ab.  | —    | —     | —     | —    | 118.º | —    | —    |
| Mundial em Estrada     | Mundial em Estrada     | —    | —    | —    | —    | —    | —    | —    | —    | Ab.  | —     | —     | —    | Ab.   | —    | —    |
| Mundial Contrarrelógio | Mundial Contrarrelógio | —    | —    | —    | 6.º  | —    | —    | —    | 31.º | 7.º  | —     | 33.º  | —    | —     | —    | —    |

—: não participa

Ab.: abandono

## Equipas
- Mapei-GB (1997)[3]
- Vlaanderen 2002-Eddy Merckx (1998)
- Mapei-QuickStep (1999-2000)
- Domo-Farm Frites (2001-2002)
- Lotto-Domo (2003-2004)
- Discovery Channel (2005-2006)
- Lotto (2007-2010)
  - Predictor-Lotto (2007)
  - Silence-Lotto (2008-2009)
  - Omega Pharma-Lotto (2010)
- Katusha Team (2011)
- Accent Jobs-Willems Veranda´s (2012)